# Budynek Wystawy Królewskiej

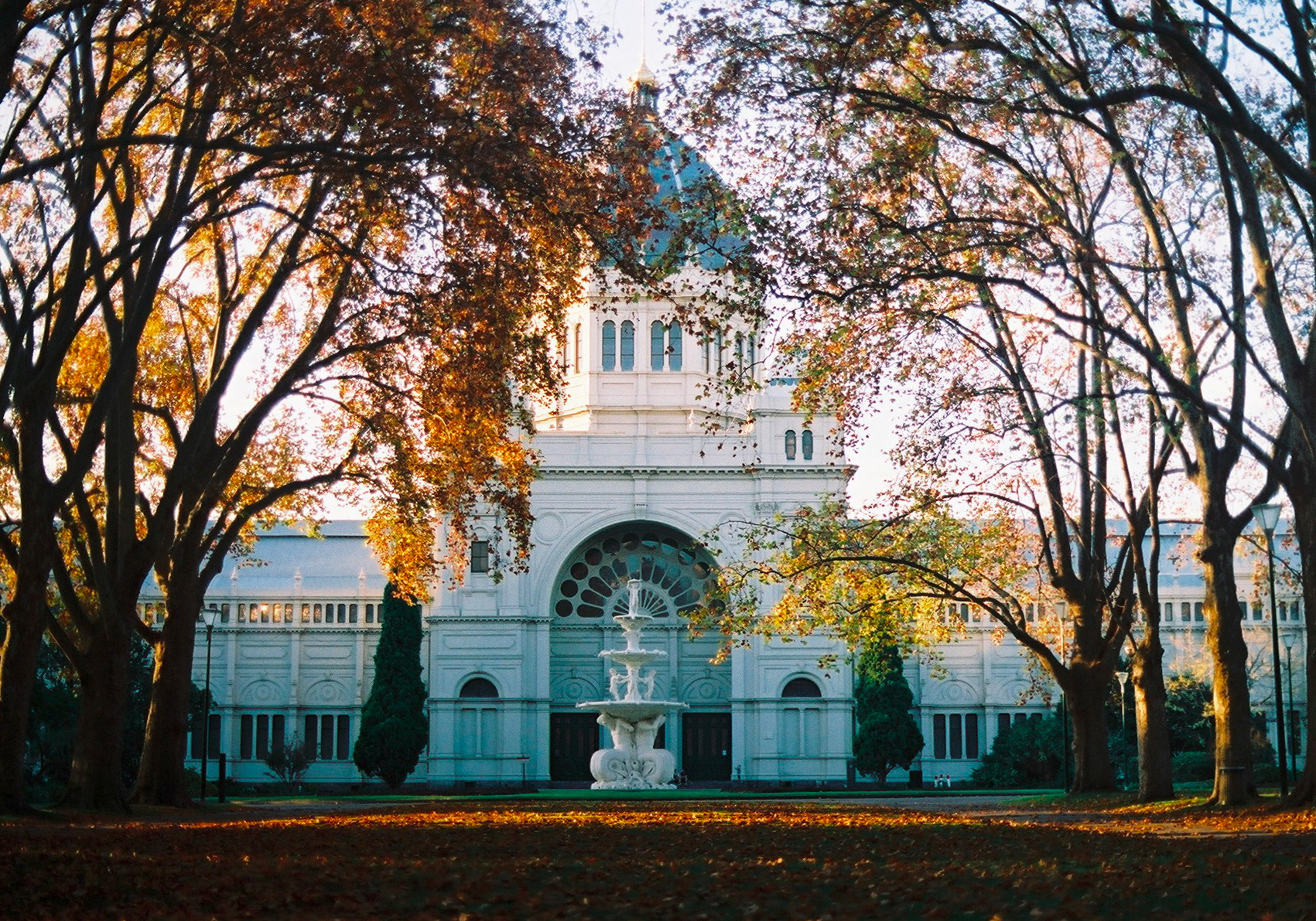
Budynek Wystawy Królewskiej widziany z głównej alei Ogrodów Carlton

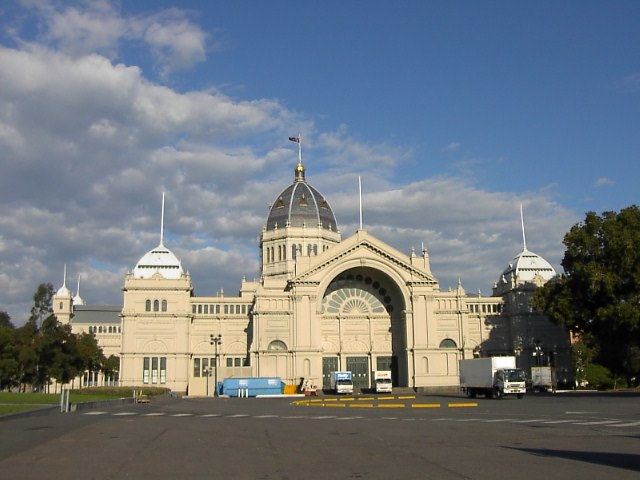
Budynek Wystawy Królewskiej widziany od strony zachodniej

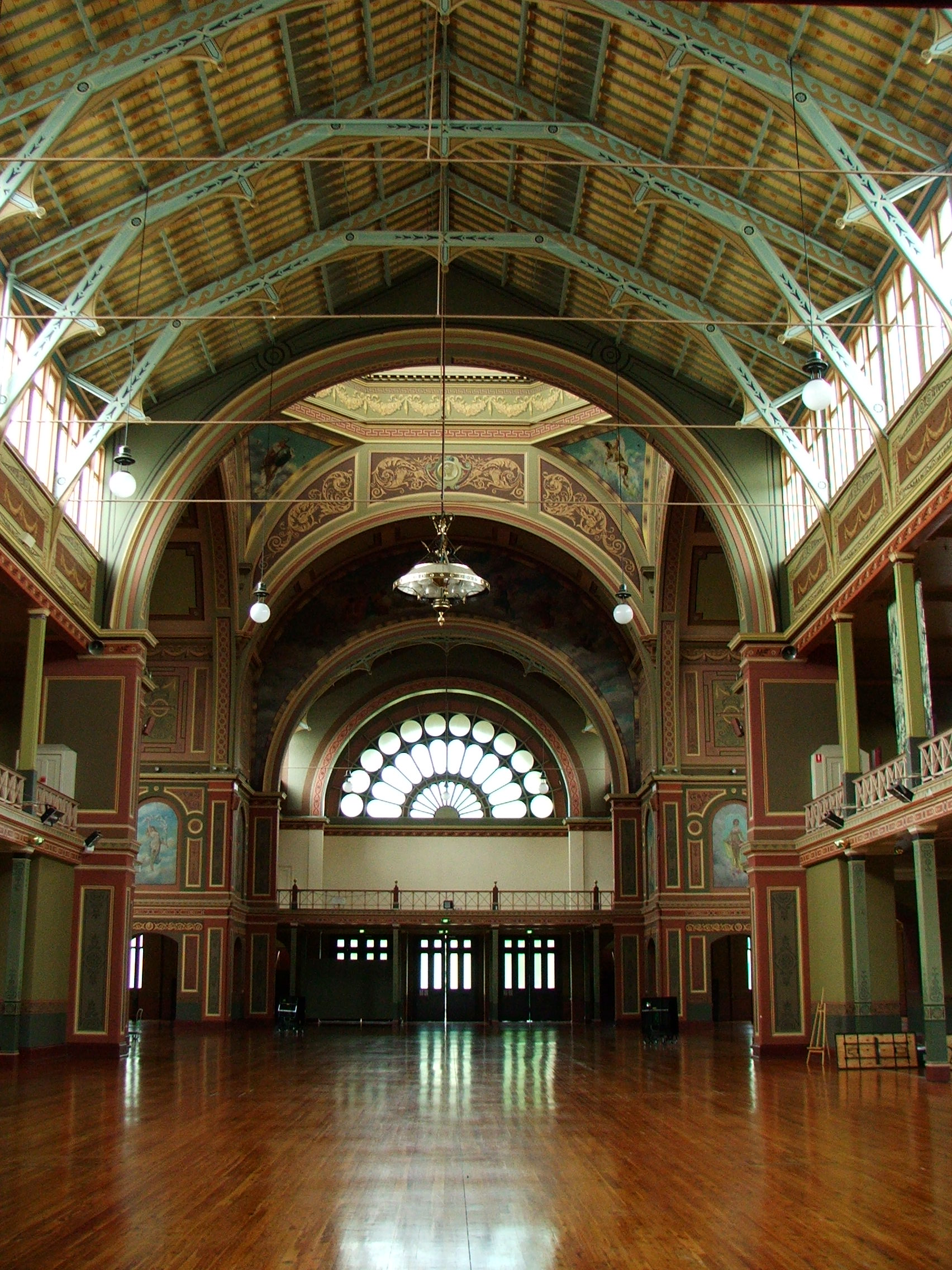
Główna sala wewnątrz budynku.

Budynek Wystawy Królewskiej (ang. Royal Exhibition Building) – budynek położony na północno-wschodnim skraju centrum miasta w Melbourne w Ogrodach Carlton. Budynek razem z ogrodem jest pierwszym obiektem będącym dziełem rąk ludzkich w Australii jaki został wpisany na listę światowego dziedzictwa UNESCO. Budynek stoi obok Muzeum Melbourne i jest największym eksponatem będącym w kolekcji Muzeum Wiktorii.

## Historia
Budynek został zaprojektowany przez architekta Josepha Reeda (który również zaprojektował Ratusz w Melbourne oraz Bibliotekę Stanową Wiktorii). Budynek został ukończony w 1880 r. z okazji Międzynarodowej Wystawy w Melbourne. Uznaje się, że kopuła budynku była wzorowana na kopule katedry we Florencji.
Najbardziej znaczącym wydarzeniem, jakie miało miejsce w Budynku Wystawy Królewskiej, było otwarcie pierwszego parlamentu Australii, 9 maja 1901 r. jako inaugurację istnienia niepodległej Australii. Po inauguracji parlament federalny przeniesiony został do budynku parlamentu stanu Wiktoria, a Budynek Wystawy Królewskiej był przez kolejne 26 lat siedzibą rządu Wiktorii.
W 2004 r. Budynek Wystawy Królewskiej, wraz z otaczającymi go Ogrodami Carlton, został wpisany na listę światowego dziedzictwa UNESCO.

## Stan obecny
Budynek jest wciąż używany regularnie jako centrum wystawowe. Najczęściej jest jednak wykorzystywany jako miejsce wycieczek organizowanych przez sąsiadujące z nim Muzeum Melbourne oraz jako sala egzaminacyjna dla miejskich szkół i uniwersytetów.
Budynek Wystawy Królewskiej nie jest już największym obiektem wystawowym w Melbourne. Jego nowoczesnym odpowiednikiem jest budynek Melbourne Exhibition and Convention Centre, położony w dzielnicy Southbank na południe od centrum.